# 京、ふたり
『京、ふたり』（きょう、ふたり）は、1990年（平成2年）10月1日から1991年（平成3年）3月30日まで放送されたNHK連続テレビ小説第45作である。全151回。

## 概要
京都の老舗の漬物屋を舞台に、舅、嫁、娘三世代にわたる葛藤を描く。畠田理恵と山本陽子による、ダブル・ヒロイン。
期間平均視聴率は35.6%。
放送ライブラリーでは第1回が公開。

## キャスト
中村愛子
演 - 畠田理恵
能田妙子
演 - 山本陽子
母
中村市郎
演 - 篠田三郎
父
中村登
演 - 茂山逸平
弟
中村秀次
演 - 中条静夫
父方の祖父
中村益子
演 - 荒木雅子
父方の祖母
能田正雄
演 - 東千代之介
母方の祖父
能田静枝
演 - 津島恵子
母方の祖母
田代守
演 - 伊原剛志
山越新二
演 - 辰巳琢郎
太田昌子
演 - 范文雀
大蔵たか子
演 - 三ツ矢歌子
その他
演 - 宮川一朗太、佐川満男、長与千種、大西結花、渡辺裕之、新井春美、和田幾子、西山辰夫、三浦リカ、衣通真由美

## スタッフ
- 作 - 竹山洋[6]
- 音楽 - 高橋洋一[6]
- 考証 - 駒敏郎[6]
- ことば指導 - 朝永桐世[6]、梅田千絵[6]
- 題字 - 上坂祥元[6][8]
- 作画 - たまいいずみ[6]
- 制作 - 金澤宏次[6]
- 美術 - 石村嘉孝[6]
- 技術 - 鈴木文夫[6]
- 音響効果 - 加藤正孝[6]
- 撮影 - 仲野善隆[6]
- 照明 - 新藤利夫[6]
- 音声 - 森俊郎[6]
- 語り - 野際陽子[6]
- 副音声解説 - 関根信昭
- 演出 - 大森青児[6]、末松緑朗、宮崎純、小林武、内藤愼介、木村隆文

## 放送日程
| 週     | 話数      | 放送日              | 演出     |
| 1990年 | 1990年    | 1990年              | 1990年   |
| ------ | --------- | ------------------- | -------- |
| 第1週  | 1 - 6     | 10月01日 - 10月06日 | 大森青児 |
| 第2週  | 7 - 12    | 10月08日 - 10月13日 |          |
| 第3週  | 13 - 18   | 10月15日 - 10月20日 |          |
| 第4週  | 19 - 24   | 10月22日 - 10月27日 |          |
| 第5週  | 25 - 30   | 10月29日 - 11月03日 |          |
| 第6週  | 31 - 36   | 11月05日 - 11月10日 |          |
| 第7週  | 37 - 42   | 11月12日 - 11月17日 |          |
| 第8週  | 43 - 48   | 11月19日 - 11月24日 |          |
| 第9週  | 49 - 54   | 11月26日 - 12月01日 |          |
| 第10週 | 55 - 60   | 12月03日 - 12月08日 |          |
| 第11週 | 61 - 66   | 12月10日 - 12月15日 |          |
| 第12週 | 67 - 72   | 12月17日 - 12月22日 |          |
| 第13週 | 73 - 77   | 12月24日 - 12月28日 |          |
| 1991年 |           |                     |          |
| 第14週 | 78 - 79   | 1月04日 - 1月05日   |          |
| 第15週 | 80 - 85   | 1月07日 - 1月12日   |          |
| 第16週 | 86 - 91   | 1月14日 - 1月19日   |          |
| 第17週 | 92 - 97   | 1月21日 - 1月26日   |          |
| 第18週 | 98 - 103  | 1月28日 - 2月02日   |          |
| 第19週 | 104 - 109 | 2月04日 - 2月09日   |          |
| 第20週 | 110 - 115 | 2月11日 - 2月16日   |          |
| 第21週 | 116 - 121 | 2月18日 - 2月23日   |          |
| 第22週 | 122 - 127 | 2月25日 - 3月02日   | 大森青児 |
| 第23週 | 128 - 133 | 3月04日 - 3月09日   |          |
| 第24週 | 134 - 139 | 3月11日 - 3月16日   |          |
| 第25週 | 140 - 145 | 3月18日 - 3月23日   |          |
| 第26週 | 146 - 151 | 3月25日 - 3月30日   |          |

## エピソード
主舞台となった「漬物屋」は、実は京都地方裁判所近くの空き地に作られたオープンセットで、高視聴率もあり、当時は京都の観光名所となった。
オープンセットのほか、京都で最古の漬物屋といわれる「赤尾屋」の御池店でもロケーションが行われた。